# Jerry Zucker
Jerry Zucker (Milwaukee, 11 marzo 1950) è un regista, sceneggiatore e produttore cinematografico statunitense, membro del trio Zucker-Abrahams-Zucker.

## Carriera
La prima parte della sua carriera fu caratterizzata dalla collaborazione con il fratello David e con l'amico Jim Abrahams. Tra i principali lavori di questo trio hanno avuto particolare successo Ridere per ridere (1977), L'aereo più pazzo del mondo (1980), Top Secret! (1984) e Per favore, ammazzatemi mia moglie (1986). Il suo primo lavoro solitario fu Ghost - Fantasma del 1990, pellicola romantica che consacrò Demi Moore come una delle più famose attrici di Hollywood. Del 1995 è Il primo cavaliere, prodotto fantasy che tratta delle avventure di Re Artù. Dopo un periodo di pausa tornò sul grande schermo come regista nel 2001 con il farsesco Rat Race, il cui protagonista era l'attore britannico Rowan Atkinson, celebre per aver creato il personaggio di Mr. Bean.

## Filmografia

### Regista
- L'aereo più pazzo del mondo (Airplane!) (1980)
- Quelli della pallottola spuntata (Police Squad!) – serie TV, 1 episodio (1982)
- Top Secret! (1984)
- Per favore, ammazzatemi mia moglie (Ruthless People) (1986)
- Ghost - Fantasma (Ghost) (1990)
- Il primo cavaliere (First Knight) (1995)
- Rat Race (2001)

### Sceneggiatore
- Ridere per ridere (The Kentucky Fried Movie), regia di John Landis (1977)
- L'aereo più pazzo del mondo (Airplane!), regia di Zucker-Abrahams-Zucker (1980)
- Quelli della pallottola spuntata (Police Squad!) – serie TV, 6 episodi (1982)
- Top Secret!, regia di Zucker-Abrahams-Zucker (1984)
- Una pallottola spuntata (The Naked Gun: From the Files of Police Squad!), regia di David Zucker (1988)